# Monne de Miranda

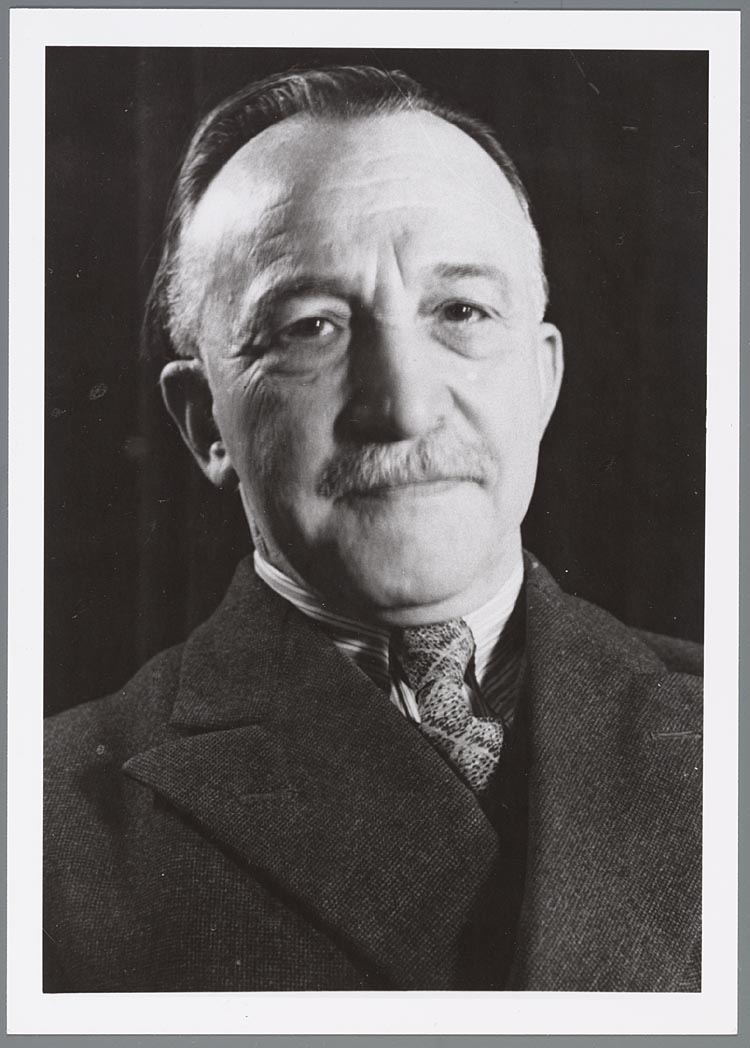
S.R. de Miranda

Salomon „Monne“ Rodrigues de Miranda (* 21. März 1875 in Amsterdam; † 3. November 1942 im Durchgangslager Amersfoort) war ein niederländischer Gewerkschafter und Kommunalpolitiker der Sociaal Democratische Arbeiders Partij (SDAP).

## Politische Laufbahn
Monne de Miranda war sephardischer Abkunft und wuchs in der Amsterdamer Jodenbuurt auf. Im Alter von elf Jahren begann er auf Geheiß seines Vaters eine Ausbildung als Diamantenschleifer, obwohl er selbst gerne weiter die Schule besucht hätte. Die Ausbildung dauerte rund sechs Jahre. Nach Abschluss seiner Lehre gehörte de Miranda zu den rund 10.000 Diamantenschleifern in Amsterdam, von denen 7000 jüdischer Herkunft waren. Obwohl Diamantenschleifer von Verdienst und Prestige her in der Arbeiterschaft hoch angesiedelt waren, waren dennoch die Arbeitsbedingungen und die Absicherung der Arbeiter bei Unfällen „miserabel“ in Relation zu den hohen Gewinnen der Unternehmer. 1894 kam es zu einem Streik, bei dem ein Mindestlohn gefordert wurde; die Forderung wurde nach einem Tag erfüllt.

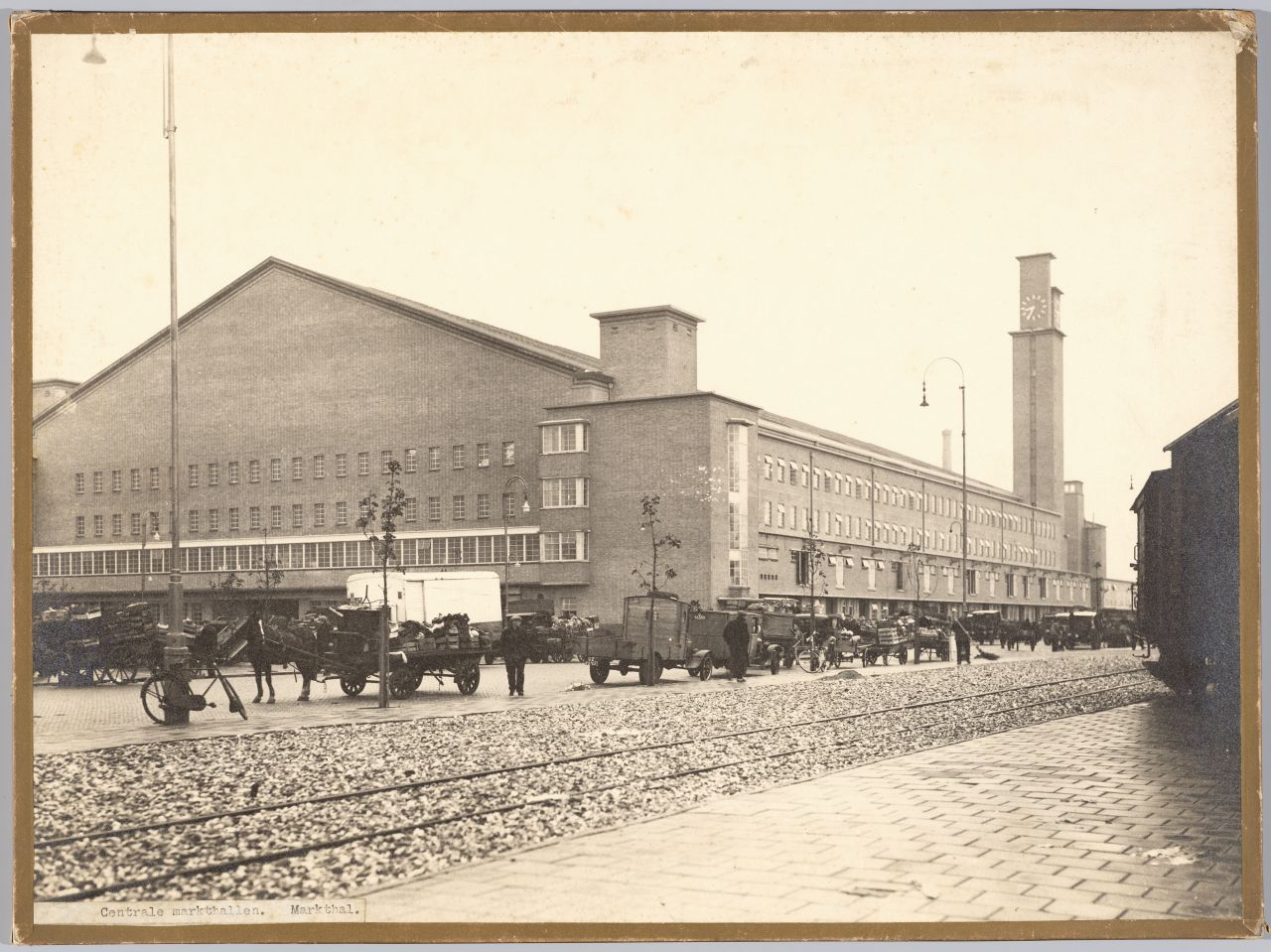
Die Centrale Markthallen (1932)

Aus dieser Erfahrung heraus erfolgte noch im selben Jahr die Gründung des Algemeene Nederlandsche Diamantbewerkersbonds (ANDB), der ersten modernen Gewerkschaft der Niederlande, in der zudem jüdische und christliche Arbeiter gemeinsam organisiert waren. Monne de Miranda wurde Mitglied der ANDB wie auch der SDAP und emanzipierte sich von seinem jüdischen Glauben; er wollte nie mehr eine Synagoge betreten.
1903 reiste Monne de Miranda für ein Jahr nach Paris, um seinen Horizont zu erweitern; gegen den Willen ihrer Eltern folgte ihm die 20-jährige Selly Ellion, um dort mit ihm zu leben. 1905 heiratete das Paar in Amsterdam und zog 1911 in das Transvaalviertel; es hatte fünf Kinder. Im selben Jahr wurde de Miranda für die SDAP in den Amsterdamer Gemeinderat gewählt, dem er mit kurzen Unterbrechungen bis 1939 angehörte; 1919 wurde er Beigeordneter für die Lebensmittelversorgung, später für den Wohnungsbau. De Mirandas Ehefrau Selly starb 1923 nach langer Krankheit. Drei Jahre später heiratete de Miranda die Lehrerin seiner geistig behinderten Tochter Janny, Wilhelmina Timmerman, das Paar bekam zwei weitere Kinder. Wilhelmina Timmerman, die keine Jüdin war, blieb bis 1931 berufstätig, verlor dann aber ihre Stelle, da auf dem Hintergrund der hohen Arbeitslosigkeit ein Gesetz erlassen wurde, wonach verheiratete Beamtinnen entlassen wurden.
De Miranda brachte als Politiker eine große Anzahl wichtiger Projekte in Amsterdam auf den Weg. Er initiierte den Bau der Centrale Markthallen in Amsterdam und trieb den Wohnungsbau sowie große Beschäftigungsproramme wie den Amsterdamse Bos und den Flevopark voran. 1926 präsentierte de Miranda eine Bilanz, wonach in den vergangenen fünf Jahren rund 39.000 Wohnungen in Amsterdam gebaut worden waren. Besonders populär wurde er durch den Bau einiger Schwimmbäder, darunter das Amstelparkbad (heute De Mirandabad). Sein ehrgeiziger Plan aus dem Jahre 1926 zum Bau einer Gartenstadt für die Amsterdamer Arbeiter scheiterte an dem massiven Widerstand der wohlhabenden Bewohner von Het Gooi. 1929 wurde das Neubauviertel Amsterdam-Zuid eingeweiht, das von dem renommierten Architekten Hendrik Petrus Berlage geplant worden war.
1939 erschien in der Tageszeitung De Telegraaf ein Artikel mit antisemitischer Tendenz, in dem Monne de Miranda finanzieller Unregelmäßigkeiten beschuldigt wurde. Nach einer Untersuchung durch eine Kommission des Gemeinderats erwiesen sich die Vorwürfe als nicht zutreffend. De Miranda wurde von Korruption und Bestechung freigesprochen, aber es wurden ihm „politische Fehler“ bescheinigt, auch von Angehörigen seiner eigenen Partei. Wegen dieser Vorgänge verfiel De Miranda in eine schwere Depression. Er konnte an den entsprechenden Sitzungen nicht teilnehmen und musste eine psychiatrische Einrichtung aufsuchen. Er kehrte nie mehr in den Gemeinderat zurück. Er verfasste die Schrift Pro Domo zu seiner Verteidigung, die aber wegen des Ausbruchs des Zweiten Weltkriegs nicht mehr publiziert wurde. Die Schrift erschien erst 1997 in gedruckter Form.

## Tod im Lager
Durch seine fortgesetzten politischen Aktivitäten während der Besatzung durch die Deutschen war de Miranda den Besatzern unliebsam. So weigerte er sich im 1941 während des Februarstreiks, den Aufruf des Judenrats an die Streikenden zu unterstützen, die Arbeit wieder aufzunehmen.
Im Juli 1942 wurde de Miranda verhaftet und im Oktober darauf in das Konzentrationslager Kamp Amersfort gebracht. Nach Barbara Beuys wurde er schon bei der „Empfangszeremonie“ geschlagen und beschimpft. Dann wurde der 67-jährige – ein kleiner, zierlicher Mann – zur körperlich besonders schweren Arbeit im Judenkommando eingeteilt und musste Schubkarren mit schweren Steinen über sandigen Boden schieben. Dabei wurde ununterbrochen auf ihn eingeschlagen. Schon nach wenigen Tagen brach er zusammen. Beuys: „Am Abend wird ein jüdischer Mitgefangener gezwungen, den ohnmächtigen, blutenden, mit Lehm beschmierten alten Mann in einer Schubkarre zum Appellplatz zu bringen und auf den regennassen Boden zu kippen.“ Später soll er im Waschraum solange mit kalten Wasser abgespritzt worden sein, bis er starb. Monne de Miranda starb in der Nacht zum 3. November 1942, offiziell an „Herzschwäche“.
Nach Erkenntnissen des Historikers Loe de Jong wurde de Miranda von drei Mitgefangenen schwer misshandelt, bei denen sich um drei ehemalige Mitglieder der Widerstandsgruppe Geuzen gehandelt haben soll. Diese Männer seien von den Deutschen aus dem KZ Buchenwald in die Niederlande zurückgeholt worden, um dort ihre Mitgefangenen zu terrorisieren. Der Anführer der vermeintlichen Mörder, der Kapo Teun van Es, wurde nach dem Krieg wegen insgesamt 55 Taten von Misshandlung und Mord zu einer zwölfjährigen Haftstrafe verurteilt. In seiner Biographie von de Miranda vertritt der Historiker Gilles Borrie wiederum die Ansicht, diese Mitgefangenen seien Kommunisten gewesen, und er nannte den Namen des Lagerältesten Jan Hurkmans. Recherchen des früheren Direktors des NIOD, Hans Blom, kamen zu dem Schluss, dass Hurkmans unbeteiligt gewesen sei. Die Umstände von de Mirandas Tod werden weiterhin in den Niederlanden diskutiert.